# Павловська (Павловський район)
Павлівська — станиця в Краснодарському краї. Адміністративний центр і найбільший населений пункт Павлівського району.
Населення — 30,7 тис. осіб (2002).
Станиця розташована на берегах степової річки Сосика (притока Єї). Дві залізничні станції: Сосика-Єйська (залізниця на Єйськ, демонтована о 2002 році), і Сосика-Ростовська (на залізниці Тихорєцьк — Батайськ).
- В 1822 році Дніпровськими козаками засноване селище куреня Павлівське
- Станиця Павлівська з 1842 року
  - В 1907 році при отамані Фоменко в станиці було побудовано ще 2 школи: ім. Шевченка, ім. Лермонтова.
  - В 1907—1908 роках у станиці з'явилася залізнична станція Сосика — Єйська.
  - Навесні 1928 року у Павлівській був створений перший колгосп «Добрі насіння».

## Економіка станиці
Основу економки станиці становить сільськогосподарський комплекс, основними напрямками якого є рослинництво і тваринництво. У нього входять:
- ОАО "Племзавод «За мир и труд»,
- ЗАО «Колос»

До промислового комплексу входять:
- ВАТ «Павлівський цукровий завод»,
- ВАТ «Павловський м'ясокомбінат»,
- ТОВ «Техада»(консервний завод) ,
- ВАТ «Павлівський елеватор»,
- ЗАТ "Комбікормовий завод «Павлівський»,
- ЗАО "Механичній завод «Реммаш», — (зараз не працює)
- ТОВ Маслозавод «Павлівський»,
- ЗАТ Комбінат переробної промісловості «Павлівський»,-(не працює близько 10 років, майно здається в оренду)
- ТОВ «Хлебокомбінат Павлівської райспожівспілки»,- (не працює з 2007 року, майно здається в оренду)
- ВАТ «Павловскаярайгаз»,
- ТОВ «Павловскаягазстрой»,
- ВАТ "База по реалізації сжиженного газу «Павлівська»,
- нафтобаза ВАТ «Лукойл-Югнефтепродукт»,
- ВАТ «Павлівское дорожное ремонтно-будівельне управленні»
- ТОВ «Мосстрой-Юг-31»
- ВАТ «Мир Северо — Кавказского промышленного железнодорожного транспорта»,
- ВАТ «Агрохімія»,
- ВАТ «Теплові мережі».

## Павлівське станичне поселення
Окрім власне станиці, у поселення входять такі населені пункти:
- село «Краснопартизанське» (1077 осіб)
- хутір «Шевченко» (441 осіб)
- хутір «Веселе Життя» (396 осіб)
- хутір «Новий» (316 осіб)
- хутір «Пушкіна» (277 жителів).

## Уродженці
- Бич Лука Лаврентійович — голова уряду Кубанської Народної республіки
- Короленко Прокіп Петрович — історик Кубані, етнограф.
- Прохода Василь Хомич (1891—1971) — український військовий, політично-громадський і культурний діяч, підполковник Армії УНР, історик, науковець і публіцист, історіограф дивізії сірожупанників.